# فرودگاه کالیج پارک
فرودگاه کالیج پارک (به انگلیسی: College Park Airport) یک فرودگاه همگانی با کد یاتا CGS است که یک باند فرود آسفالت دارد و طول باند آن ۷۹۵ متر است. این فرودگاه در کشور ایالات متحده آمریکا قرار دارد و در ارتفاع ۱۴٫۶ متری از سطح دریا واقع شده‌است.